# Branko Crvenkovski
Branko Crvenkovski (n. 12 octombrie 1962, Sarajevo, Iugoslavia) a fost președinte al Republicii Macedonia. Crvenkovski a ocupat și funcția de prim-ministru al țării în perioadele 1992 - 1998 și 2002 - 2004.